# Puig de les Feixes
El Puig de les Feixes és una muntanya de 836,3 m alt del límit dels termes comunals de Finestret i Jóc, tots dos de la comarca del Conflent, a la Catalunya del Nord.
És a l'extrem sud-occidental del terme de Jóc, i al nord del sector sud-est del de Finestret. Es troba al nord de la Creu de les Fous, del terme de Finestret, i al sud del Cortal de les Feixes, del de Jóc.